# M18驅逐戰車
M18「地獄貓」式驅逐戰車（M18 Hellcat）為美國陸軍在第二次世界大戰時開發的一款驅逐戰車。它是美軍在二戰時，所有履帶裝甲戰鬥車輛中，行駛速度最快的戰車。故有「地獄貓」的稱號。同時是驅逐戰車中少數底盤為全新設計，而非沿用既有戰車之底盤的型號。

## 開發
1941年美軍備戰時，驅逐戰車部隊指揮官安德魯·戴維斯·布魯斯中校理解的驅逐戰車應該是要比戰車有更快的速度以及更強勁的火力，以海戰概念套用，驅逐戰車應該是巡洋艦、而非戰艦。所以布魯斯中校不喜歡M10狼獾與後來發展的M36驅逐戰車，他認為M10太重太慢，而M36是M10的概念衍生因此有同樣的問題。而作為他所期望的驅逐戰車，M18則來得太慢也太少。
1941年12月，美國陸軍軍械兵團(Ordnance Corps (United States Army))發布需求，希望研發一款使用克利斯帝懸掛系統（Christie suspension）、引擎(Wright R-975)及37毫米炮的快速驅逐戰車，通用汽車獲得了這個競標合約，製造2輛原型車，代號T40 GMC。後來，在北非的戰事中，他們發現37毫米主炮的效果不大。因此，軍方改為以57毫米炮安裝在這款開發中的驅逐戰車，代號T49 GMC。
美軍對驅逐戰車的火力從開發起一路三級跳，1942年在6磅炮替換37公厘炮後，軍方希望驅逐戰車有更強的火力，最好和M4雪曼戰車相等－於是T49取消，變更代號為T67 GMC，原先的封閉式炮塔因空間容積不足也更換為開放式炮塔；不過到1943年初，軍方又想要更強的火力，得換上雪曼戰車反戰車構型的主力武器76公厘炮，由於軍方對規格的再度變更，驅逐戰車計畫再度變更代號為T70 GMC，這次變更武器同時導入別克汽車工程師哈雷·厄爾帶領的工作室設計以扭力桿懸吊裝置之履帶底盤設計，引擎啟動輪也調整到前部。相關設計在1943年2月定案，但陸軍要求得在1943年7月前完成測試並進入量產。
第一批量產的T70原型車在經過通用汽車測試後，交付第704驅逐戰車營測評，704營雖然提出了部分需修改之設計，但整體評價稱優。
最初量產規劃要產製8,986輛M18，其中1,600輛將從租借法案中讓渡同盟國，7,386輛在美國陸軍自用，但最後量產計畫備縮水成2,507輛，且其中的640輛被改造為M39裝甲通用支援載具。導致M18減產的理由有三：
1. 驅逐戰車指揮官雖然滿意這武器，但76公厘戰車炮無法對1944年西線的納粹重戰車構成傷害，前線官兵希望有更大口徑的火炮
2. 美國陸軍地面部隊（AGF）建軍規劃調整，將驅逐戰車營的總量砍半，且AGF希望驅逐戰車部隊使用拖曳式火砲，而非自走驅逐戰車
3. 租借法案主要用戶（英國、蘇聯）不想要這種武器
4. 使用的高速穿甲彈無法大量供給

M18在1943年7月至1944年10月間量產，量產分三個批次，T-6641合約為前1000輛車、T-9167合約是1507輛車、RAD-563合約則是六種衍生車型的開發合約；第一批次合約的前684輛車變速箱齒輪比設計錯誤，導致車輛無法爬坡，後來這批戰車全數返廠修改，並沒有配發給野戰部隊。在第1350號車前使用的引擎為350匹馬力的R975-C1引擎，1351號車以後配備具有增壓器的R975-C4引擎，輸出功率提升到400匹馬力。

## 構造
與使用M4雪曼底盤的M10狼獾相比，M18地獄貓的速度較高，可是它仍然選用与M4（76）谢尔曼坦克相同的M1 76毫米坦克炮，药室容积140立方寸（被称作“76毫米炮”），火力较M4未有提高，无法对M4提供更强大的火力支援，而是通常作为快速机动单位独立作战。M10狼獾安装的却是M7 76毫米坦克炮，药室容积205立方寸（虽弹头可与M1炮通用，但发射药筒不同，为免歧义前线称其为“3英寸炮”，但仍对弹药补给带来一定混乱），且底盘与M4相同速度接近，通常与M4协同作战，在M4遇到德国重型坦克难以攻克时提供更强大的穿甲火力。战场需求的结果是，原本计划生产9000辆的M18只生产了2000辆，原本计划生产2000辆的M10、M36却生产了9000辆。
尺寸小一號的M18地獄貓車內空間則和M10狼獾相近，能夠讓五名成員（駕駛，無線電手，砲手，裝填手，車長）乘坐。
由於當時美軍的戰略思想與武器運用規範，M18地獄貓在設計之初的主要目標是追求優越的路面行駛速度（以確保能夠迅速趕到敵軍裝甲部隊出現區域的側翼展開反擊），M18地獄貓僅有一層十分薄弱的裝甲，而主砲威力（與德軍的同類型車輛相比）也稍嫌不足。薄弱的裝甲使車身及乘員們很容易受到砲彈碎片與輕武器的傷害，主砲在遠距離無法有效擊穿德國虎式及豹式坦克的正面裝甲，成為它最大的缺點。而裝甲及火力上的失衡，也是源自於它追求高行駛速度的代價。後來，美軍投入了高速穿甲彈(HVAP/APCR)，使M18地獄貓的主炮貫穿力得到改善。但是這種炮彈在戰爭大多數期間都無法大量供應，因而限制了M18在戰場上的表現。不過大多數的成員認為M18的表現優良，雖然同時也認為它的開頂砲塔與裝甲設計太過薄弱，但大多數乘員都摸索出利用其高速度移動至正面裝甲較厚的德軍戰車側面後再發動攻擊，在西北歐戰場上仍獲得一定程度的成功。

## 實戰
這款試作型曾經在義大利的安齊澳戰役（Battle of Anzio）中進行實戰試驗。後來投入生產的正式型號則投入在西歐及義大利的戰場中。起初的地獄貓是作為一般裝甲車使用，但是，隨著後來美軍重型坦克的開發及生產，開始作為步兵的火力支援。然而，更出現了一種衍生型號「裝甲多用途車輛」。裝甲多用途車輛是由拆除炮塔而成，主力用作運輸兵員及淄重，亦是唯一一種正式投入生產的衍生型號。
直至1944年10月才停產，此時已經接近戰爭的尾聲。戰後，它就被美國政府停止採用，堪用者就被出售至其他國家使用，如南斯拉夫就一直使用這批戰車，直至1990年代。另外中華民國也曾經接收243輛，使用直到引擎與底盤不堪再用。之後又將的炮塔部份，與M42防空砲車底盤結合，稱之為國造六四式輕戰車(TL64)，拼湊了五十幾輛。

## 衍生型號
|                                | |  |  |
| 型號                           | 說明 |  |  |
|                                | |  |  |
| 驅逐戰車                       | 改良底盤、炮塔加頂蓋與主炮加排煙器後得到的型號                                                                                             |  |  |
| M18M1 90mm炮搭載型"超級地獄貓" | 以90毫米M3戰車砲代替76毫米M1A1/M1A2主炮，砲塔則換裝用M36傑克遜的砲塔，經測試發現後坐力偏大。在開始進一步改進前，因爲戰爭結束而使此計劃取消 |  |  |
| 105毫米自走炮                  | 以105毫米榴彈炮代替76毫米主炮，在戰爭結束後取消此型號的生產計劃                                                                            |  |  |
| 裝甲多用途車輛                 | 拆卸炮塔後，用作運輸兵員淄重或牽引重型火炮的多用途車輛                                                                                     |  |  |
| 兩棲                           | 改裝車身後，能夠兩棲使用的型號 |  |  |
| 兩棲                           | 和兩棲驅逐戰車一樣，但改用了螺旋槳作為推進器                                                                                               |  |  |
| 兩棲                           | 改為使用105毫米榴彈炮的版本。而以上三款兩棲戰車都在戰爭結束後取消生產計劃                                                                  |  |  |

## 流行文化

### 電子遊戲
- 《戰爭雷霆》
- 《應徵入伍》

## 使用國
- 希腊：1952 - 1954接收154輛軍援M18，編成了第397、398、399驅逐戰車團。大多在1960 - 1970年代退役或轉乘訓練用。
- ：韓戰後獲得美國軍援，總數不明，已除役。
- 中華民國：1952年中華民國國軍自美國接收214輛，為中央政府遷臺後第一批美援戰車，並於砲盾上加裝一挺M1919A4同軸機槍。由於底盤妥善率不高，部分M18砲塔與M42防空砲車底盤組裝成六四式輕戰車，晚期金門有將其放入碉堡作為固定式岸防砲用途，已除役。
- 美国：部分改造成M39多用途裝甲支援載具，1957年除役。
- 委內瑞拉：購入75輛，在1991年曾委託南斯拉夫廠商翻修改裝，目前仍在預備役序列，尚無明確被除役的資訊。
- 南斯拉夫：1951 -1958年間自美國Brown & Root公司於義大利北部的軍事物資翻修廠購入，至少配備了240輛，這批戰車在1990年代南斯拉夫內戰仍在使用，南斯拉夫解體後下落不明。